# Hrabstwo Morgan (Wirginia Zachodnia)

Piramida wieku hrabstwa

Hrabstwo Morgan (ang. Morgan County) – hrabstwo w północno-wschodniej części amerykańskiego stanu Wirginia Zachodnia. Hrabstwo zajmuje powierzchnię 594 km² i według szacunków United States Census Bureau w 2006 roku liczyło 16 337 mieszkańców. Siedzibą hrabstwa jest miejscowość Bath.

## Miasta
- Bath
- Paw Paw

## CDP
- Great Cacapon